# Artūras Karnišovas
Artūras Karnišovas (Klaipėda, Lituania, 27 de abril de 1971) es un exjugador de baloncesto y dirigente deportivo lituano de los años 90. En la actualidad es el general Manager del equipo de la NBA Chicago Bulls. Mide 2,04 metros de altura y jugaba en la posición de alero. Destacaba por su excelente tiro exterior. Consiguió sus mayores éxitos deportivos con la selección lituana de baloncesto, con la que conquistó dos medallas de bronce en los Juegos Olímpicos de Barcelona 1992 y Atlanta 96, y la medalla de plata en el Eurobasket de 1995. 
A nivel de clubs sus mayores éxitos los cosechó en el F. C. Barcelona, con el que ganó tres Ligas ACB y una Copa del Rey, aunque se quedó dos veces a las puertas de ganar la Euroliga ya que disputó dos veces la final, en 1996 y 1997, perdiéndola en ambas ocasiones. Entre 1998 y 2000 jugó dos temporadas en el Fortitudo Bologna, con el que ganó una Liga de baloncesto de Italia y una Supercopa de Italia. Antes de retirarse volvió a jugar dos temporadas más en el F. C. Barcelona.

## Clubes
- 1989-1990: Statyba Vilnius (Lituania)
- 1990-1994: Seton Hall University (NCAA, Estados Unidos)
- 1994-1995: Pitch Cholet (Francia)
- 1995-1997: F. C. Barcelona (España)
- 1997-1998: Olympiakos (Grecia)
- 1998-1999: Teamsystem Fortitudo Bolonia (Italia)
- 1999-2000: Paf Fortitudo Bolonia (Italia)
- 2000-2002: F. C. Barcelona (España)

## Palmarés

### Títulos internacionales de Selección
- 2 medallas de bronce en los Juegos Olímpicos: 1992 y 1996, con la selección de Lituania.
- 1 medalla de plata en el Eurobasket de 1995 con la selección de Lituania.

### Títulos nacionales de Club
- En España:

- 3 Ligas ACB: 1995, 1996 y 2001,  con el F. C. Barcelona.
- 1 Copa del Rey: 2001, con el F. C. Barcelona.
- 3 Lliga Catalana de Bàsquet: 1995-1996, 2000-2001, 2001-2002, con el F. C. Barcelona.

- En Italia:

- 1 Liga de baloncesto de Italia: 1999-00, con el Fortitudo Bologna.
- 1 Supercopa de Italia: 1999-2000, con el Fortitudo Bologna.